# Хычин
Хычи́н (карач.-балк. хычын) — национальное блюдо карачаево-балкарской кухни, корнями уходящее в период традиционных верований. 
Это круглые блины из пресного теста с разнообразной начинкой.

## Особенности приготовления
Изначально хычины выпекались на углях, но со временем стали выпекаться в печи, а в современное время на сковороде.
Балкарские хычины готовят очень тонкими лепешками, что требует особого мастерства хозяйки.
- В балкарских хычинах при приготовлении теста используется только вода, мука и соль.
- Лепёшки круглой формы очень тонко раскатываются.
- Тонко раскатанные лепёшки жарятся с двух сторон на раскалённой сковороде и смазываются сливочным маслом.
- Во время жарки хычин раздувается до шарообразной формы[1].

В отличие от балкарских хычинов, карачаевские хычины замешиваются на кефире, айране или молоке и готовятся более пышными. Однако несмотря на размеры, и в карачаевские, и в балкарские хычины начинки добавляют в два раза больше, чем теста.
Ошибочно предполагается, что карачаевские хычины готовятся только на масле, но существует два вида жаренья хычинов:
- на сухой сковороде — таба хычин: таба — традиционная сковорода для выпекания.
- на масле — джау чоюн: по названию казана для жарки на курдючном масле.

## Ритуалы и обряды
Круглый румяный хычин является символом Солнца, щедрости и изобилия, и потому использовался в ритуальной жизни карачаево-балкарцев.
У карачаевцев и балкарцев существует более 40 видов хычинов, использовавшихся в обрядах и ритуалах на свадьбы, рождение ребёнка, на поминки, в честь богов, сбора урожая и других важных событий. Например:
- Кийик хычин — пирог из мяса диких животных готовили на праздник охотников в честь бога Апсаты.
- Зугул хычин — продолговатый пирог с мясом, жиром и маслом готовили в честь Тотура, когда заканчивался охотничий сезон.
- Хычауман хычин — большой пирог из сыра, картофеля, сметаны, масла с ямочкой в середине и крестом в честь Золотого Хардара, когда начинали пахоту.

«Хычин юлешиу» — буквально «угощение хычином», обряд, связанный с магией изобилия, проводимый при достижении младенцем месячного возраста. По четырём сторонам колыбели раскладывали хычины, чтобы младенец мог впитать в себя тепло и изобилие этой пищи. Затем хычины съедали. Как и во всех детских обрядах, пища играет охранительную роль, хычин — символ солнца, излучающий тепло и сытность.
В поминальном обряде также готовятся хычины. Часть раздается, а часть остается для непосредственно поминальной трапезы ауз ачгъан. Поминальные хычины жарят на масле, чтобы аромат изобилия дошёл до усопшего с молитвами.

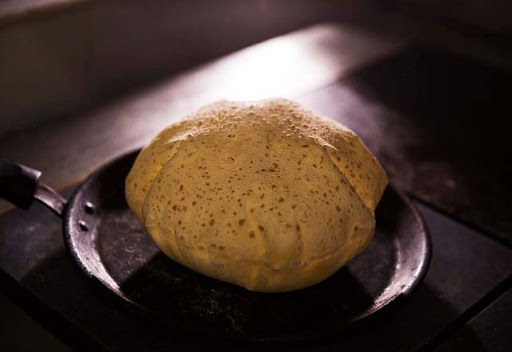
В процессе жарки хычин поднимается и образует шарик

Гостеприимство является неотъемлемой частью карачаево-балкарской культуры, поэтому и гость в доме — это особый случай, что можно заметить в карачаево-балкарской поговорке: Къонакъ Тейрини конагъыды, что значит «Гость — от Бога». Высшим гостеприимством хозяйки дома считается приглашение «на хычины», которыми также угощают и соседей, и случайных путников.

## Похожие блюда соседних народов
В осетинской кухне существует пирог фыдджын (фыдчин). Готовится похожим методом, отличается тем, что традиционно включает начинку из мясного фарша (тогда как для карачаево-балкарского хычина такая начинка не является обязательной).

## Виды хычинов
Самые популярные виды хычинов на сегодняшний день:
- Гардош хычин — известные лепёшки с картофелем и домашним сыром.
- Чюгюндюр хычин — лепёшки из свежих листьев столовой свеклы, сыра и масла.
- Эт хычин — известные лепёшки с начинкой из чистого мясного фарша и масла.
- Бышлакъ хычин — лепёшки с начинкой сыра и масла.
- Бёрек хычин — с творогом и зеленью, иногда с сыром.
- Къаб хычин — лепёшки с начинкой из тыквы, сыра и масла.
- Кегет хычин — лепёшки с начинкой из мятых груш, яблок, абрикосов.
- Хобуста хычин — лепёшки с начинкой из капусты.
- Ындыр хычин — лепёшки из фарша печени, лёгких, сердца, мяса и масла.
- Бал хычин — лепёшки с начинкой из мёда и творога, масла.
- Зюдюр хычин — лепёшки с начинкой спелых ягод ежевики и сахара.
- Кендир хычин — лепёшки с начинкой из конопли.